# Taliki-zade Mehmed ibn Mehmed el-Fenäri
Taliki-zade Mehmed ibn Mehmed el-Fenäri (Aydın vers 1540 - entre 1603 i 1611) fou un historiador otomà del segle xvi. Era membre de la família Fenäri. Al servei del príncep Murat des de 1562, quan aquest ascendí al tron el 1574 va ocupar diversos càrrecs civils i militars; fou nomenat a més historiador de la cort (1574). Va escriure tres obres, una sobre el príncep, i dues sobre les campanyes perses; va escriure altres obres, una sobre la dinastia i una sobre la campanya hongaresa.